# 曽根丘陵公園
山梨県曽根丘陵公園（やまなしけんそねきゅうりょうこうえん）は山梨県甲府市下向山町にある県立の都市公園。甲斐風土記の丘（かいふどきのおか）の愛称がある。

## 概要
曽根丘陵は甲府盆地の南西縁、笛吹川左岸の笛吹市境川地域から市川三郷町にかけての広がる9キロにわたる丘陵地域で、旧石器時代からの遺跡が数多く分布している。特に甲府市南部の東山地域は弥生後期の方形周溝墓群がある上の平遺跡や、甲斐銚子塚古墳や大丸山古墳を中心とする前期古墳群が密集する地域で、銚子塚古墳の史跡整備に伴い公園が建設された。園内には遺跡や古墳群のほかに山梨県立考古博物館や研修センター、広場などがある。

## 施設一覧

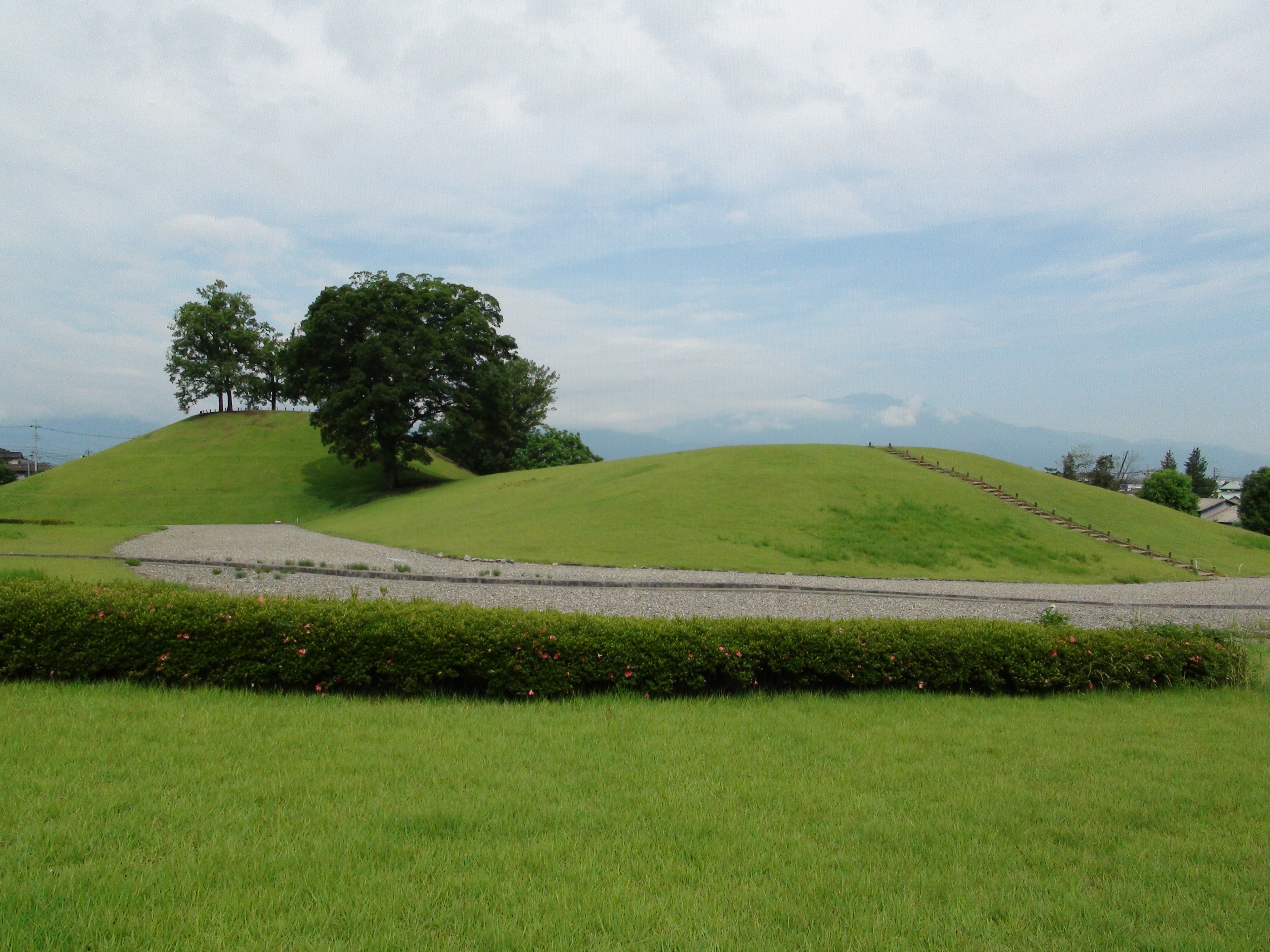
甲斐銚子塚古墳（2010年6月撮影）

### 東山古墳群
曽根丘陵一帯にある16基の東山古墳群のうち、園内には県内最大の甲斐銚子塚古墳（前方後円墳）と丸山塚古墳（円墳）がある。どちらもハイキングコースの一部として整備されており、登ることが可能である。

### 山梨県立考古博物館
山梨県立考古博物館（やまなしけんりつこうこはくぶつかん）は曽根丘陵公園内にある博物館。1982年（昭和57年）に開館。歴代館長に磯貝正義、大塚初重、渡辺誠らがいる。
展示室は常設展示室・特別展示室の2つ。企画展示室はなく、年1回の秋期企画展に際しては常設展示の移動を行う。
常設展示は旧石器時代のナイフ形石器をはじめ、縄文時代では国の重要文化財に指定されている一の沢遺跡の出土品や殿林遺跡出土土器をはじめ有孔鍔付土器、人面装飾付土器、埋甕など各種土器群、ヒスイの装身具や金生遺跡の配石遺構のジオラマなど。弥生時代では農耕具や弥生土器、古墳時代では甲斐銚子塚古墳や大丸山古墳から出土した青銅鏡や短甲の複製品のほか実物資料では武具や近年出土した木製品、土師器・須恵器などが展示され、竪穴・横穴の石室構造が可動式の模型で展示されている。
そのほか、古代の墨書土器や甲府城から出土した輪宝、鰍沢河岸跡の出土品などが展示されている。
その他多目的室や学習・閲覧コーナー、山梨県埋蔵文化財センターの発掘調査報告書や研究紀要、博物館のグッズなどを販売しているミュージアムショップが設置されている。初代館長の磯貝正義以来、考古学関係の文献を数多く収集し、「大塚文庫」として集成されている。

#### 特別展
- 第一回　土偶-千の女神が語る縄文時代の祈りとくらし-
- 第二回　縄文時代の酒造具-有孔鍔付土器-
- 第三回　山梨の中世陶磁-やきものと甲斐人のくらし-
- 第四回　古代甲斐国と畿内王権
- 第五回　古代官道と甲斐の文化
- 第六回　古代の装身具ー美と祈りの技術ー
- 第七回　一粒の籾-弥生農耕の風景-
- 第八回　古墳時代が聞こえる
- 第九回　縄文土器　その心象世界
- 第十回　天下人の時代
- 第十一回　山梨の経塚
- 第十二回　古墳時代の甲冑
- 第十三回　黄金の都シカン発掘展
- 第十四回　ネアンデルタール人の復活展
- 第十五回　韓国・忠清北道の古代文化展
- 第十六回　遥かなるエジプト展-古代人の生活を探る-
- 第十七回　縄文の旅-三内丸山から北陸、そして山梨へ-
- 第十八回　中国四川省古代文物展
- 第十九回　古墳時代の金工品-黄金の輝き-
- 第二十回　技と美の誕生-名宝でつづる縄文文化-
- 第二十一回　遥かなるイスタンブール 大トルコ展-文明と美術-
- 第二十二回　縄文の女神-人面装飾付土器の世界-
- 第二十三回　縄文時代のくらし 山の民と海の民
- 第二十四回　甲府盆地から見たヤマト-甲斐銚子塚古墳の背景-
- 第二十五回　世界遺産 ナスカ展
- 第二十六回　埋められた財宝ー大型装飾土器、銅鐸、そして埋蔵金ー
- 第二十七回　卑弥呼時代の黄泉世界-上の平方形周溝墓群発掘30周年-
- 第二十八回　発掘された女性の系譜-女性・子ども・家族-
- 第二十九回　縄文土器名宝展-縄文芸術の到達点-
- 第三十回　 インカ帝国展-マチュピチュ「発見」100年-
- 第三十一回　食いしんぼうの縄文人-いざとなったら縄文食、日本の食と心の源流-
- 第三十二回　掘り起こされた音の形-まつりと音具の世界-
- 第三十三回　縄文の美-世界に誇る山梨の縄文-
- 第三十四回　よみがえる武士の魂-鎌倉・平泉と甲斐源氏の武家文化-[4]
- 第三十五回　ひつぎのヒミツ-棺から読み解く古墳時代-

### 研修センター
風土記の丘研修センター（ふどきのおかけんしゅうせんたー）は曽根丘陵公園内にある山梨県立の研修所。1989年開館。
縄文土器作りや石器時代の火起こし体験などが体験できるほか、各種講演会場としても使用されている。

### その他
園内には展望広場やバーベキュー場、日本庭園、テニスコートなどが設置されている。

## 交通アクセス
- 甲府駅（甲府駅バスターミナル）3番のりばより
  - 山梨交通75系統「豊富」行きに乗車、「県立考古博物館」または「銚子塚古墳入口」下車。
- 新宿駅（バスタ新宿）より
  - 中央高速バス 新宿 - 甲府線(甲府南経由)に乗車、「中道」下車徒歩5分。
- 中央自動車道甲府南インターチェンジより車すぐ。